# کارل کریستوفر گئورگ آندره
کارل کریستوفر گئورگ آندره (به دانمارکی: Carl Christoffer Georg Andræ؛ ۱۴ اکتبر ۱۸۱۲ – ۲ فوریهٔ ۱۸۹۳) ریاضی‌دان و سیاستمدار دانمارکی بود. از سال ۱۸۴۲ تا ۱۸۵۴ به استادی ریاضیات و مکانیک در کالج نظامی ملی اشتغال داشت و در ۱۸۵۳ به عضویت فرهنگستان سلطنتی علوم و ادبیات دانمارک درآمد. سال بعد وزیر دارایی کابینهٔ پیتر بانگ شد و از ۱۸۵۶ تا ۱۸۵۷ خودش ریاست کابینه را به دست گرفت. بعد از آنکه کارل کریستیان هال رئیس کابینه شد، آندره دوباره در همان سمت وزیر دارایی تا ۱۸۵۸ به خدمت مشغول گردید. او که فردگرا بود، پس از شکست ناسیونال لیبرال‌ها به هیچ گروه سیاسی دیگری نپیوست و بقیهٔ عمرش را در کسوت محافظه‌کاری شکاک به نظارهٔ مجادله‌ها بر سر قانون اساسی گذراند.
آندره در توسعهٔ نظامی انتخاباتی کوشید که امروزه رأی انتقال‌پذیر نامیده می‌شود و از سال ۱۸۵۵ در انتخابات دانمارک مورد استفاده قرار گرفت؛ یعنی دو سال پیش از آنکه تامس هیر اولین گزارشش از نظام رأی انتقال‌پذیر را بدون اشاره به آندره منتشر کند. گرچه آندره از بی‌نقصی و قدرت نظام انتخاباتی‌اش برای انتخاب نمایندگان مطمئن بود و حاضر بود در کابینه و پارلمان جانانه از آن دفاع کند، هیچ تلاشی برای جلب توجه دانشمندان و سیاستمداران دیگر ملل به نظام ابداعی‌اش انجام نداد و امروزه اکثراً تامس هیر انگلیسی را مبدع رأی انتقال‌پذیر به حساب می‌آورند.